# Дженкинсон, Чарльз, 3-й граф Ливерпуль
Чарльз Сесил Коуп Дженкинсон, 3-й граф Ливерпуль (англ. Charles Cecil Cope Jenkinson, 3rd Earl of Liverpool; 29 мая 1784 — 3 октября 1851) — британский политик, известный ка Достопочтенный Чарльз Дженкинсон с 1786 по 1828 год.

## Предыстория
Родился 29 мая 1784 года. Сын Чарльза Дженкинсона, 1-го графа Ливерпуля (1729—1808), и его второй жены Кэтрин Бишоп (1744—1827), дочери сэра Сесила Бишопа, 6-го баронета. Младший сводный брат премьер-министра Роберта Дженкинсона, 2-го графа Ливерпуля (1770—1828). Он получил образование в школе Чартерхаус и Крайст-Черч в Оксфорде.
Между школой и университетом он был назначен рядовым (по настоянию отца) в Королевский флот, пока мятеж в 1797 году не привел к тому, что он покинул свой корабль, HMS Pomone. Во время наполеоновских войн он был корнетом в Суррейском йоменском полку в 1803 году, а затем служил добровольцем в австрийской армии в битве при Аустерлице в 1805 году. В 1810 году он был подполковником ополчения Чинкве-Портс.
В 1807 году он унаследовал поместье Питчфорд-Холл в Шропшире после смерти Адама Оттли (последнего представителя мужской линии его семьи).

## Политическая карьера
Достопочтенный Чарльз Дженкинсон, каким он был тогда, был избран членом парламента от Сэндвича в 1807 году, место, которое он занимал до 1812 года , а затем баллотировался от Бриджнорта с 1812 по 1818 год, и от Ист-Гринстеда с 1818 по 1828 год. Он занимал должность заместителя министра внутренних дел в правительстве премьер-министра герцога Портленда с 1807 по 1809 год и при Спенсере Персевале в качестве заместителя государственного секретаря по вопросам войны и колоний с 1809 по 1810 год, но не служил в Администрация тори своего брата с 1812 по 1827 год. Чарльз Дженкинсон унаследовал графство Ливерпуль в 1828 году после смерти своего старшего брата и занял свое место в Палате лордов. В 1841 году он был назначен членом Тайного совета и назначен лордом-стюардом королевского двора в правительстве сэра Роберта Пиля, этот пост он занимал до 1846 года.

## Семья
19 июля 1810 года Чарльз Дженкинсон женился на Джулии Эвелин Медли Шакбург-Эвелин (? — 8 апреля 1814), дочери сэра Джорджа Шакбург-Эвелин, 6-го баронета (1754—1804), и Джулии Аннабеллы Эвелин (? — 1797). У пары было три дочери:
- Леди Кэтрин Джулия Дженкинсон (23 июля 1811 — 5 декабря 1877)[14], в 1837 году вышла замуж за полковника Фрэнсиса Венейблса-Вернона-Харкорта (1801—1880), сына преподобного Эдварда Венейблса-Вернона-Харкорта и леди Энн Левесон-Гоуэр. Брак был бездетным.
- Леди Селина Шарлотта Дженкинсон (3 июля 1812 — 24 сентября 1883), в 1833 году первым браком вышла замуж за Уильяма Вентворта-Фицуильяма, виконта Милтона (1812—1835), от которого у неё был один ребёнок: Достопочтенная Мэри Селина Шарлотта Фицуильям (1836—1899), которая позже вышла замуж за Генри Портмана, 2-го виконта Портмана. В 1845 году леди Селина вышла замуж во второй раз за Джорджа Сэвила Фулджема (1800—1869), от которого у неё было четверо детей:
  - Сесил Джордж Сэвил Фулджем (7 ноября 1846 — 23 марта 1907); позже 1-й граф Ливерпуль (2-я креация).
  - Кэролайн Фредерика Фулджем (? — 20 октября 1895)
  - Элизабет Энн Фулджем (? — 2 января 1930)
  - Фрэнсис Мэри Фулджеме (? — 25 января 1921)
- Леди Луиза Харриет Дженкинсон (28 марта 1814 — 5 февраля 1887), в 1839 году вышла замуж за Джона Коутса (1800—1874), сына Джона Коутса и леди Марии Грей, дочери Джорджа Грея, 5-го графа Стэмфорда. У них было два сына.

Джулия умерла в апреле 1814 года, вскоре после рождения младшей дочери Луизы. Дженкинсон оставался вдовцом до своей смерти в октябре 1851 года в возрасте 67 лет.
В 1828 году он унаследовал баронетство Дженкинсона, баронство Хоксбери и графство Ливерпуль после смерти своего старшего сводного брата, бывшего премьер-министра. После его собственной смерти баронство и графство угасли, но баронетство (созданное в 1661 году) сохранилось и было передано его двоюродному брату. сэру Чарльзу Дженкинсону, 10-му баронету (1779—1855).
Баронство было возрождено в 1893 году в пользу внука Ливерпуля, либерального политика Сесила Фулджема, сына второй дочери лорда Ливерпуля леди Селины и её мужа Джорджа Сэвила Фулджема. В 1905 году графство также было восстановлено в пользу лорда Хоксбери.